# Micaela Nevárez
Pour les articles homonymes, voir Nevárez.
Micaela Nevárez, née à Carolina (Porto Rico) le 1er janvier 1972, est une actrice portoricaine.

## Filmographie partielle

### Au cinéma
- 2005 : Princesas de Fernando León de Aranoa : Zulema
- 2009 : The War Boys : Marta

## Récompenses et distinctions
- Goyas 2006 : Prix Goya du meilleur espoir féminin pour son rôle de Zulema dans Princesas